# 豊川市立東部中学校
豊川市立東部中学校（とよかわしりつ とうぶちゅうがっこう）は、愛知県豊川市西豊町二丁目にある公立中学校。略称は東中（とうちゅう）。

## 概要
東部中学校は豊川稲荷のすぐ近くにある中学校である。（戦前の旧制豊川高等女学校の校地に設置）
豊川市の旧市街の豊川地区にあり、周囲を家や商店に囲まれている。2023度の生徒数は821名、クラス数は22で、豊川市内はもとより東三河地方でも最も大きな中学校となっている。
制服は、男子は、いわゆる「学ラン」、女子は紺色のセーラー服（白の2本線）である。

## 校訓
- 正義
  - 自律
  - 協同
  - 奉仕

## 校歌
⒈豊川の　岸辺花咲く　春の日も
　稲穂波うつ　秋の日も
　真理を愛する　若人の
　我等　明るく　つつましく
　学びの道に　いそしまん
　ああ学園　東部中
⒉本宮の　嶺に雲わく　夏の日も
　広野の凍る　冬の日も
　正義に　燃ゆる　若人の
　我等　雄々しく　たゆみなく
　学びの道に　いそしまん
　ああ学園　東部中

## 沿革
- 1947年 - 開校
- 1991年 - 武道館完成

## 学校行事
| 4月 - 入学式・始業式 - 健康診断 - 家庭訪問 6月 - 本宮山登山（1年） - 野外教育活動（2年） - 修学旅行（3年） - 職場体験（2年） | 9月 - 野外教育活動（2年） - スポーツ大会 10月 - 東中ふれあいバザー 11月 - 文化祭 - 合唱コンクール 3月 - 卒業式 |

## 部活動
運動部
- 野球部
- 女子ソフトボール部
- サッカー部
- 男子バレーボール部
- 女子バレーボール部
- 男子卓球部
- 女子卓球部
- 男子ソフトテニス部
- 女子ソフトテニス部
- 男子バスケットボール部
- 女子バスケットボール部
- 剣道部
- 柔道部
- 弓道部
- 陸上部
- 水泳部

運動部(短期)
・駅伝部
文化部
- 吹奏楽部
- コンピューター部
- 美術部
- 文芸部
- 奉仕部

## 学区
- 豊川市立豊川小学校
- 豊川市立東部小学校
- 豊川市立桜木小学校
- 豊川市立豊小学校

の通学区域内。
かつては、現在の豊川市立三蔵子小学校、豊川市立千両小学校、豊川市立金屋小学校の通学区域の一部も校区だったが、マンモス化で金屋中学校を分立し、千両小学校を中部中学校の校区とした。
豊川市立一宮西部小学校の通学区域の一部（豊川市篠田町 等）で、距離の至近な世帯があるが校区外。

## 交通アクセス
- JR飯田線 豊川駅または名鉄豊川線 豊川稲荷駅より徒歩約15分
- 豊川駅（豊川稲荷駅）前から豊鉄バス新豊線「新城富永」・一宮線「本宮の湯」行きで「豊川東部中学校」下車（バスは1時間に1本程度[2]）

## 著名な卒業生
- 太田敦也 - プロバスケットボール選手（三遠ネオフェニックス）、日本代表：2000年卒業
- 佐野榮太郎 - 情報技術者、ソフトウェア作家：1990年卒業[3]
- 加藤晴子（あみん）：1978年卒業[4]